# 鼓滝駅
鼓滝駅（つづみがたきえき）は、兵庫県川西市鼓が滝一丁目にある能勢電鉄妙見線の駅。駅番号はNS05。

## 歴史
複線化以前は、当駅から多田駅付近までが旧国道173号との併用軌道となっており、当駅も国道の片隅を間借りしていた。このため妙見線は軌道法による運行上の制約を受けていたが、複線化に伴う線形改良の際に当駅が現在地に移転し、同時に国道173号が移設されたため、軌道法から地方鉄道法に準拠対象を変更することが可能となった。
当駅は1990年代まで「皷滝駅」と表記されていた。その後も当時の漢字表記の看板がそのまま使われていたが、2006年（平成18年）に更新されている。

### 年表

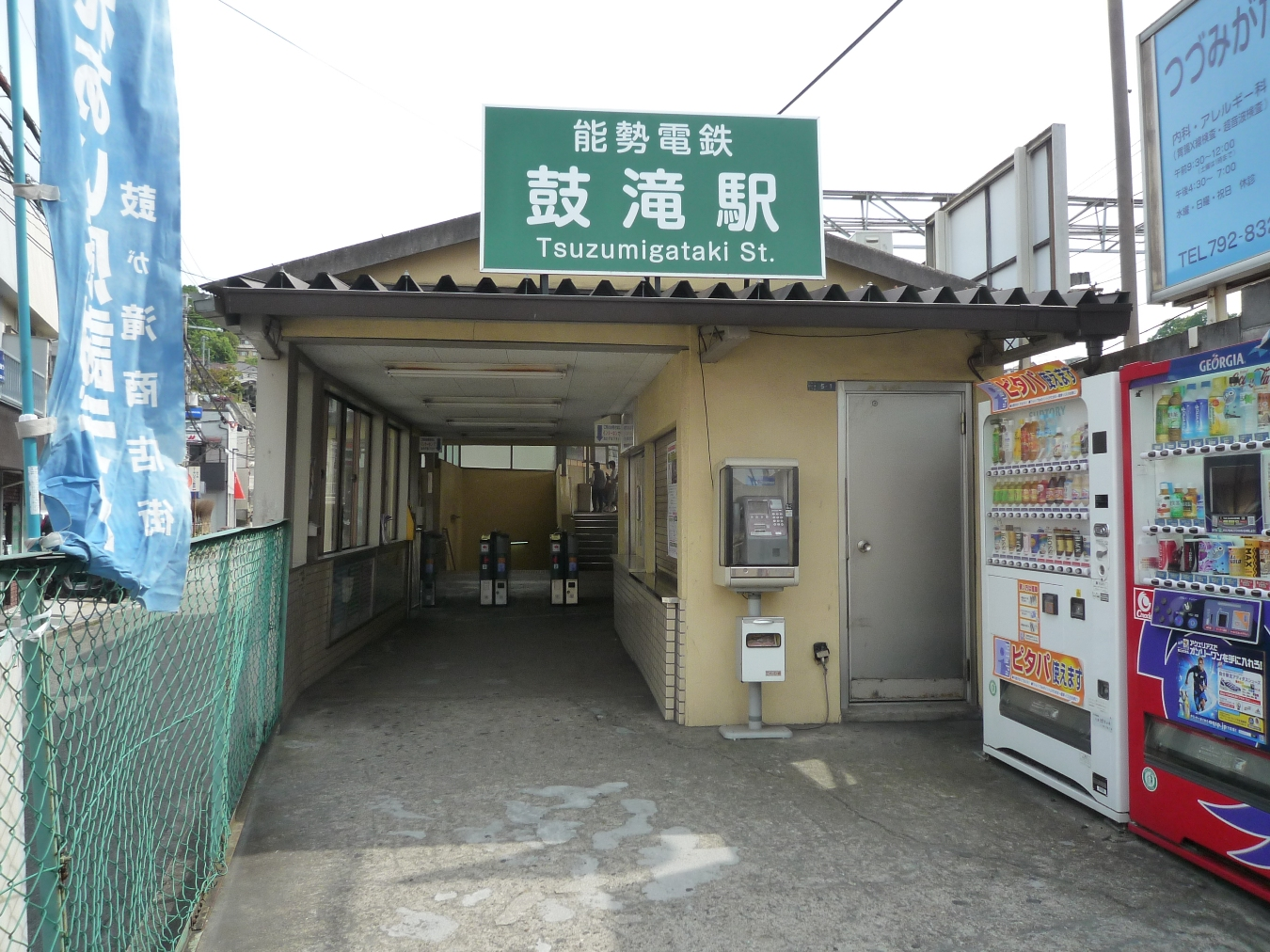
旧駅舎

- 1913年（大正2年）4月13日：皷ヶ滝駅として開業[1][3]。
- 1965年（昭和40年）4月1日：皷滝駅に改称[1][3]。
- 1966年（昭和41年）12月5日：ホーム有効長を3両分に延伸[4]。
- 1969年（昭和44年）
  - 5月25日：現在地に移転[1][4]。
  - 10月5日：複線化に伴い駅を拡張[4]（それまでは1面1線）。
- 1980年（昭和55年）4月16日：構内を結ぶ地下道が完成[5]。
- 2006年（平成18年）3月27日：鼓滝駅に改称[1]。
- 2010年（平成22年）11月20日：下りホームに新改札口を設置[1]、上りホームの旧改札口を閉鎖[6]。
- 2011年（平成23年）2月18日：上りホームに新改札口を設置[1]。これによりバリアフリー化工事が竣工[1][6]。

## 駅構造
相対式2面2線のホームを持つ地上駅で無人駅。複線化前は、前述の通り併用軌道上に設けられた単式1面1線で、駅舎はなくホーム上に待合室があった。
ホームの川西能勢口駅寄りはトンネル（鼓滝隧道）に接している。
駅が現在の位置に移動してから、改札等は川西能勢口行きホーム側に設置され、両ホームの行き来は地下通路にて行っていたが、川西市によりバリアフリー化工事が行われた結果、改札が両ホームに分離された。川西能勢口方面行き側改札口の外側には多機能トイレを含めたトイレが設置されている。なお、従来からの構内地下道も、手摺りが2段式に取り替えられたうえで残されている。
ホーム有効長は大型車6両分にまで延長されていたが、スロープ設置に伴いホームが削られた結果、4両編成が止まれる程度に縮まっている。

### のりば
|      | 路線    | 行先                       |
| ---- | ------- | -------------------------- |
| 西側 | ■妙見線 | 山下・妙見口・日生中央方面 |
| 東側 | ■妙見線 | 川西能勢口・宝塚・梅田方面 |

※のりば番号は設定されていない。

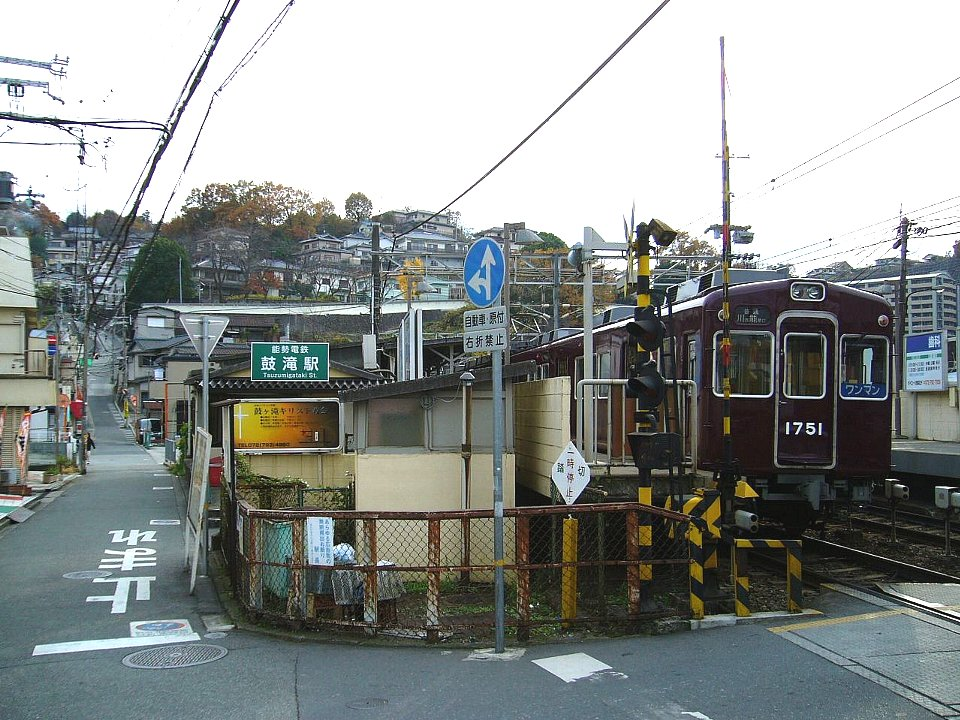
駅舎改築前
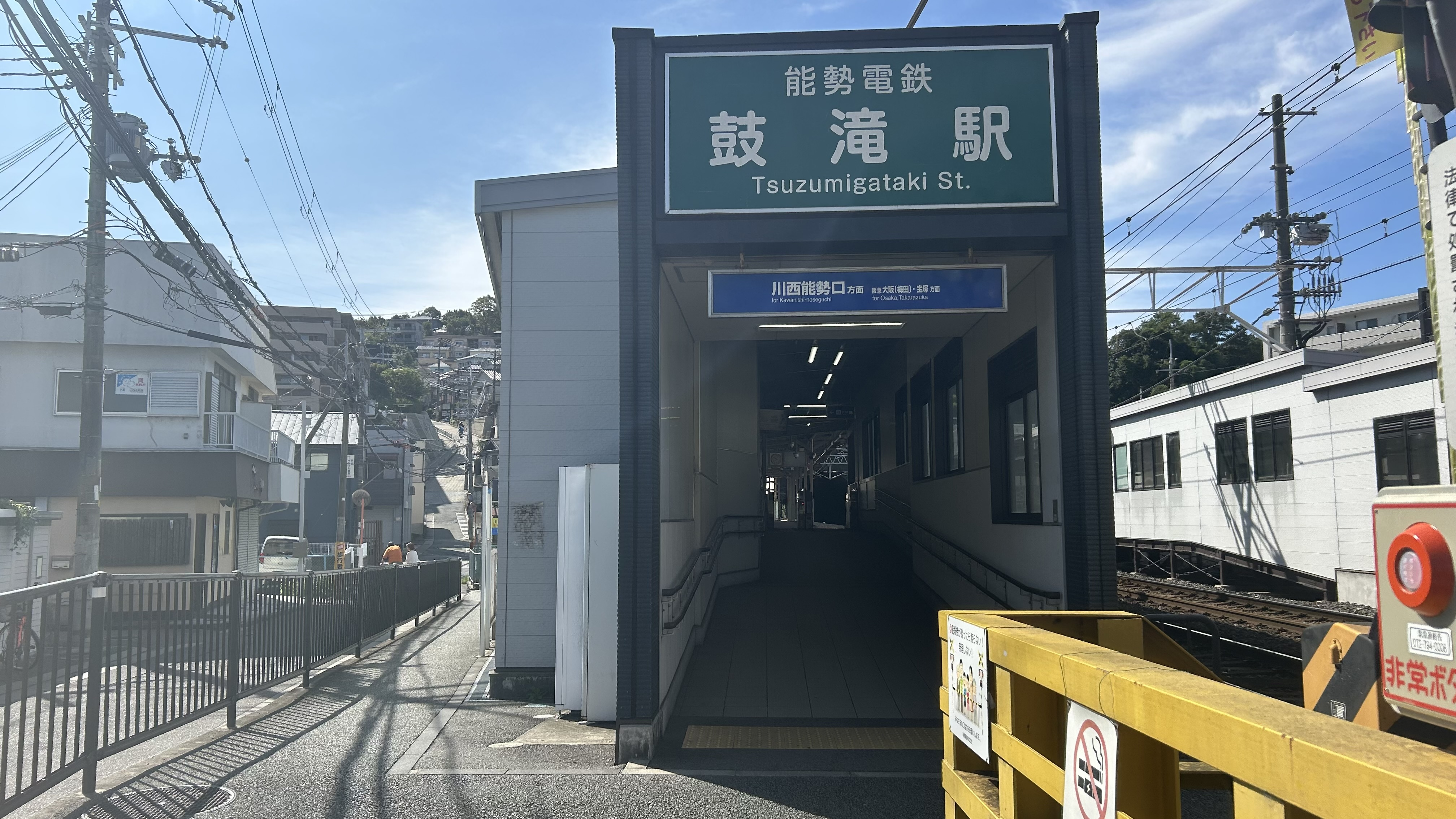
川西能勢口方面出入口
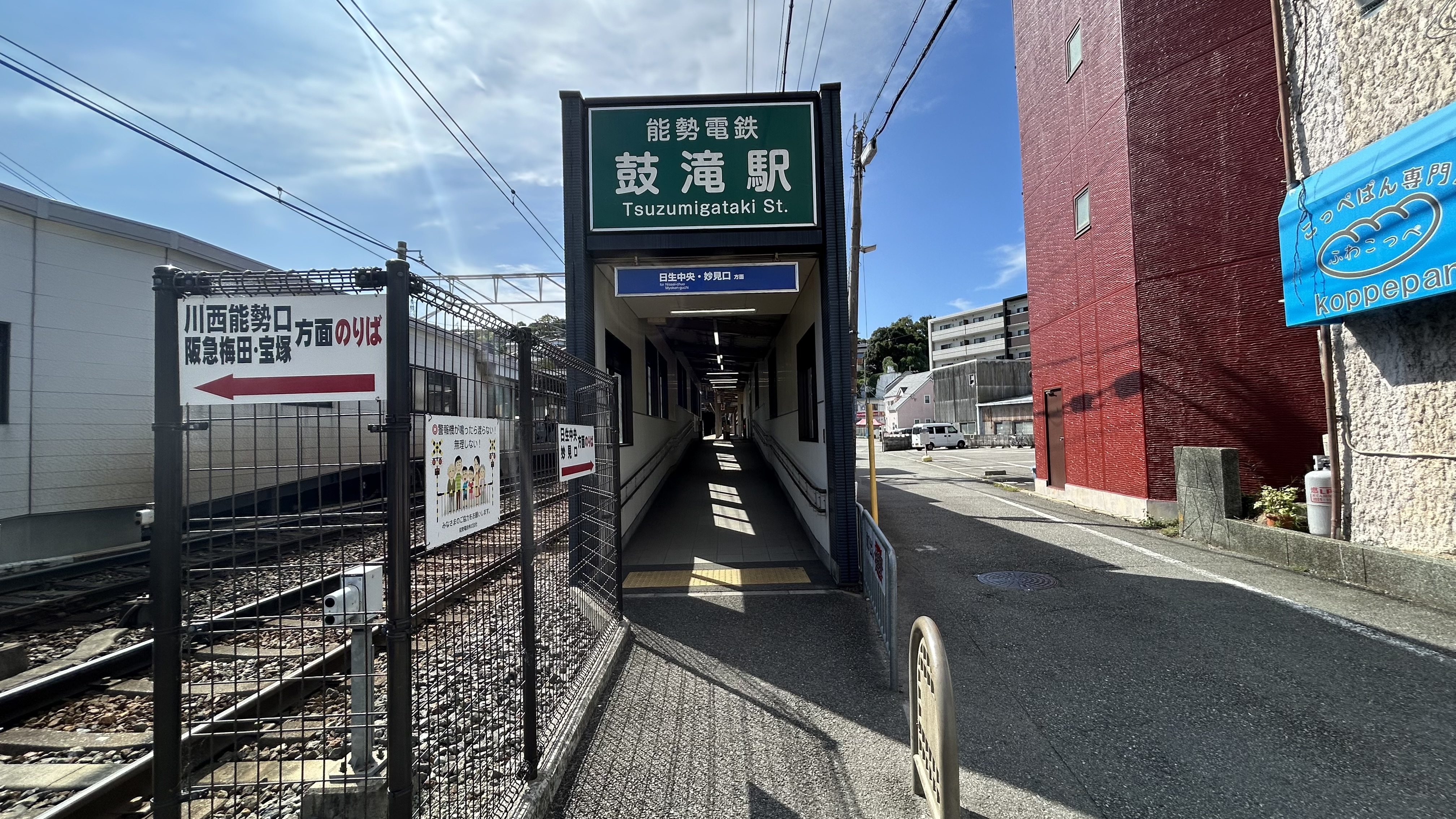
日生中央方面出入口
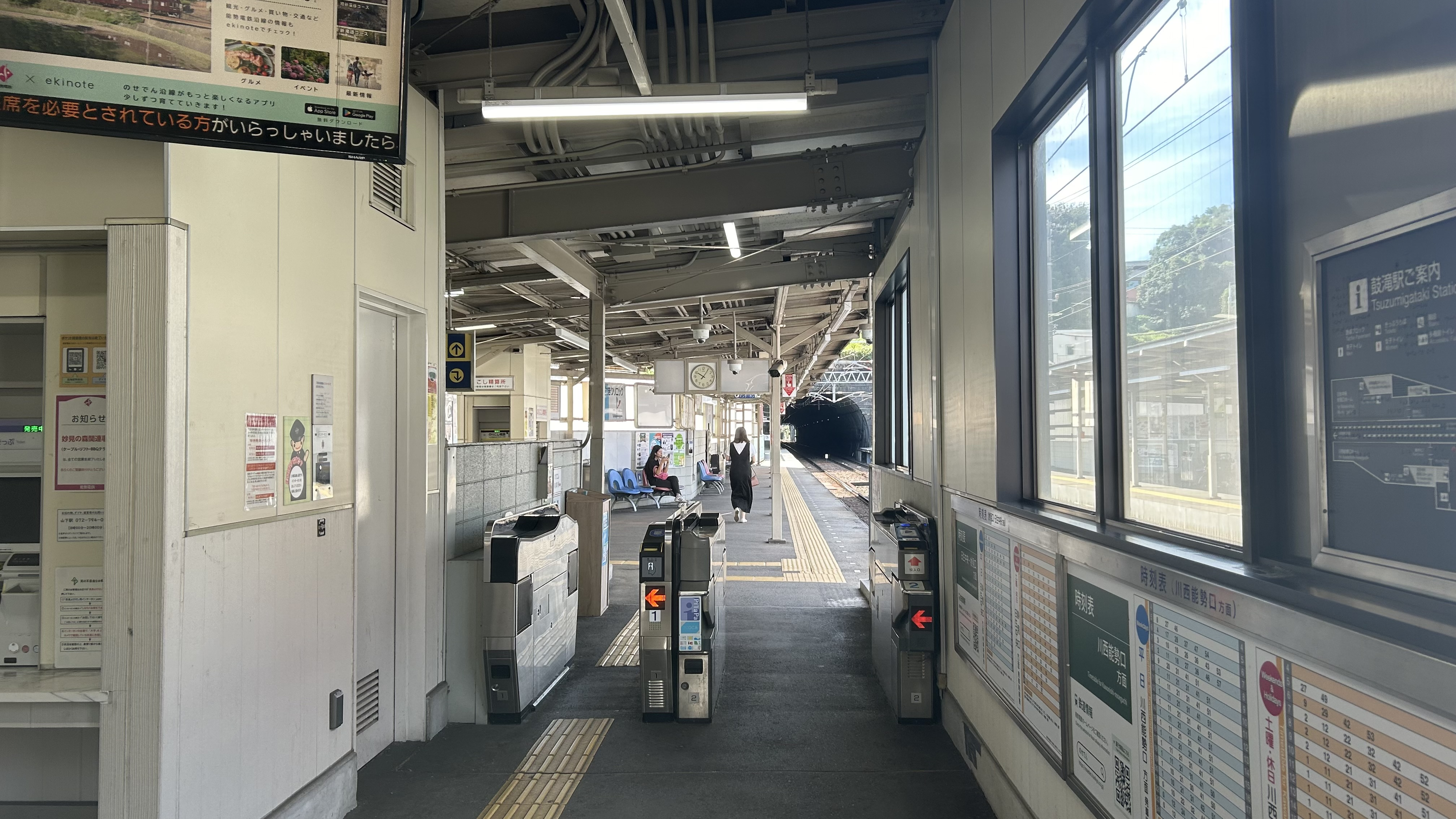
東改札口
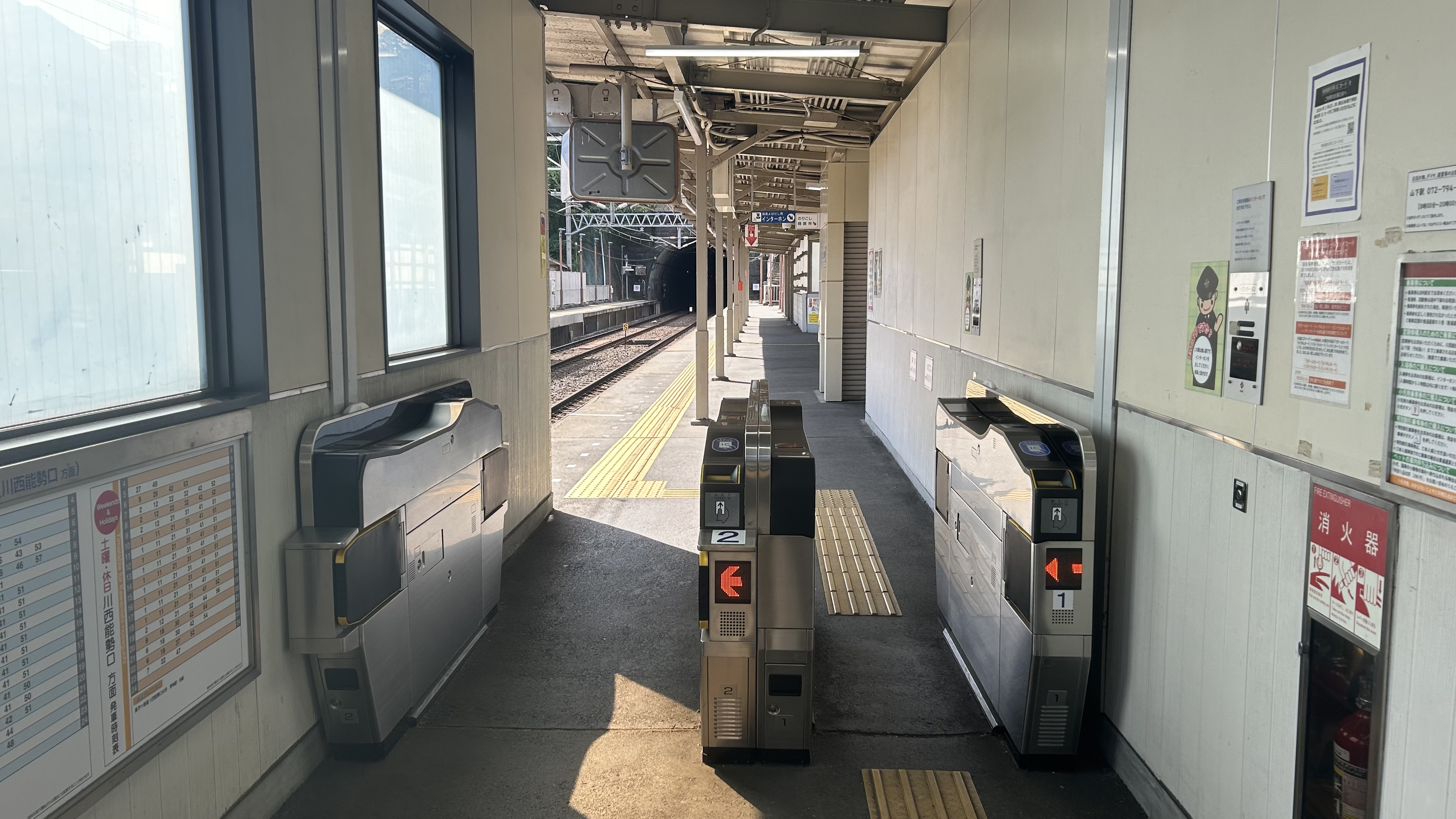
西改札口
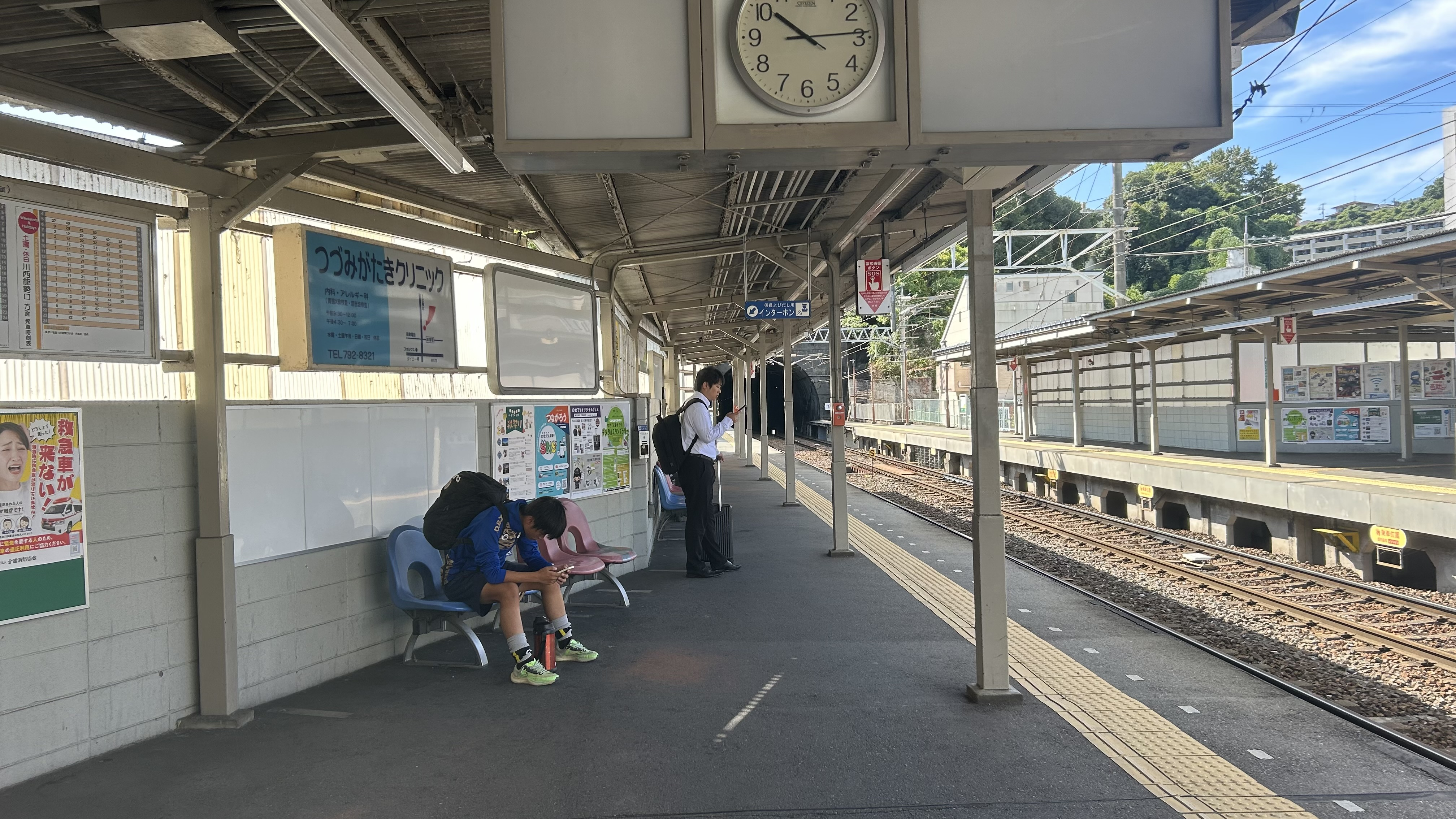
川西能勢口方面ホーム
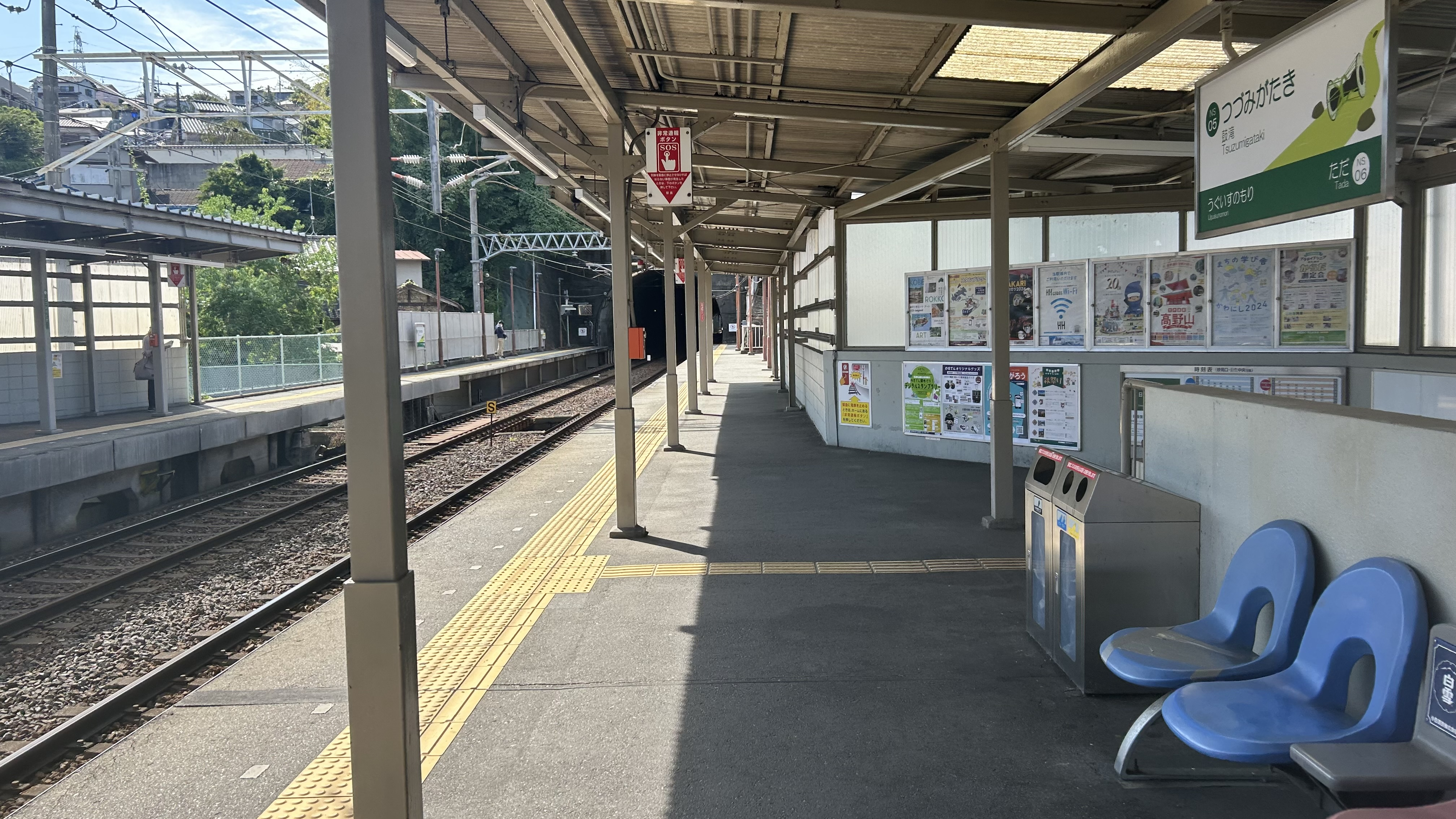
日生中央方面ホーム
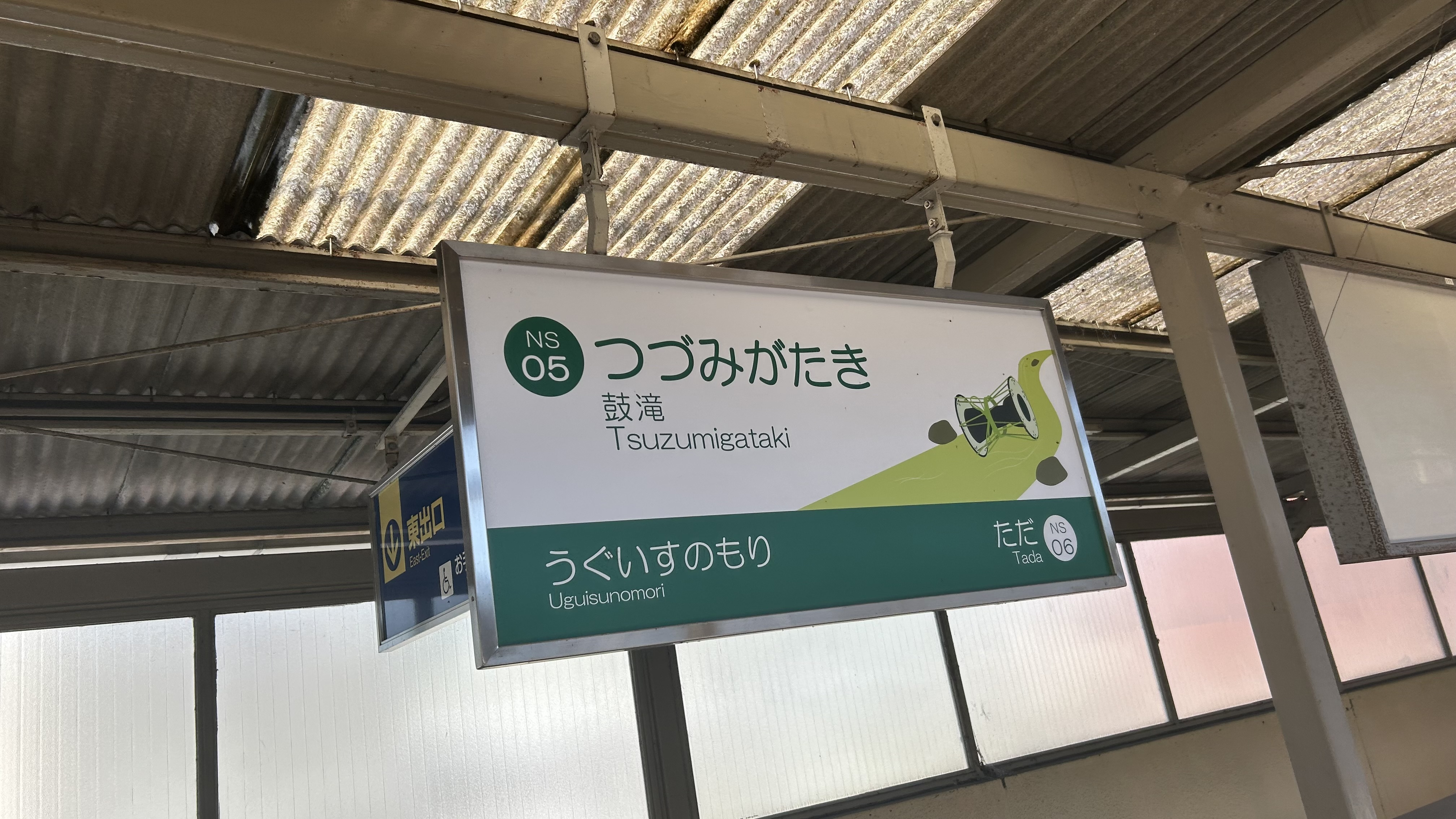
駅名標

## 利用状況
川西市統計年鑑によると、1日の平均乗車人員と乗降人員は以下の通りである。
| 年度   | 1日平均 乗車人員 | 1日平均 乗降人員 |
| ------ | ---------------- | ---------------- |
| 2013年 | 2,845            |                  |
| 2014年 | 2,760            |                  |
| 2015年 | 2,541            |                  |
| 2016年 | 2,554            |                  |
| 2017年 | 2,663            |                  |
| 2018年 | 2,696            |                  |
| 2019年 | 2,733            | 5,413            |
| 2020年 | 2,304            | 4,550            |
| 2021年 | 2,344            | 4,645            |
| 2022年 | 2,446            | 4,867            |
| 2023年 | 2,466            | 4,943            |

## 駅周辺
かつて当地には30mの落差がある滝があり、その滝が鼓のような音を立てていたことから、当駅付近は「鼓滝」と呼ばれていた（西行鼓ヶ滝の項も参照）。
「鼓ヶ滝」のバス停が、やや離れた場所にある。

### イオンタウン川西
鼓滝駅より西側の国道173号線に面してるイオンタウンのショッピングセンター。2018年11月23日開業しそれまでは国道173号線はさんだ場所にダイエー川西店が存在したが本施設開業により同月17日に閉店した。主要テナントは以下の通り。 
- イオンフードスタイル
- 上新電機
- ウエルシア薬局

### その他の周辺施設
- まいどおおきに食堂
- つるやゴルフ川西店

## 隣の駅
能勢電鉄
妙見線
■特急「日生エクスプレス」
通過
■普通
鶯の森駅 (NS04) - 鼓滝駅 (NS05) - 多田駅 (NS06)